# 27-й меридіан західної довготи
27-й меридіан західної довготи — лінія довготи, що лежить на 27 градусів західніше Гринвіцького меридіана. Вона проходить від Північного полюса через Північний Льодовитий океан, Гренландію, Атлантичний океан, Південний океан та Антарктиду до Південного полюса.
27-й меридіан західної довготи формує велике коло разом із 153-тім меридіаном східної довготи.

## Список географічних об'єктів, що перетинає 27° зх. д.
Починаючи на Північному полюсі та рухаючись до Південного полюса, 27-й меридіан західної довготи проходить через:
| Координати                                                 | Країна, територія або море | Примітки |
| ---------------------------------------------------------- | -------------------------- | --- |
| 90°0′ пн. ш. 27°0′ зх. д. / 90.000° пн. ш. 27.000° зх. д.  | Північний Льодовитий океан | |
| 83°27′ пн. ш. 27°0′ зх. д. / 83.450° пн. ш. 27.000° зх. д. | Гренландія                 | Проходить через Землю Пірі |
| 83°9′ пн. ш. 27°0′ зх. д. / 83.150° пн. ш. 27.000° зх. д.  | Фьорд Фредеріка Хайда[en]  | |
| 83°3′ пн. ш. 27°0′ зх. д. / 83.050° пн. ш. 27.000° зх. д.  | Гренландія                 | Проходить через Землю Мелвілла[en] |
| 82°11′ пн. ш. 27°0′ зх. д. / 82.183° пн. ш. 27.000° зх. д. | Фьорд Індепенденс          | |
| 82°2′ пн. ш. 27°0′ зх. д. / 82.033° пн. ш. 27.000° зх. д.  | Гренландія                 | Проходить через Землю Мілна |
| 68°38′ пн. ш. 27°0′ зх. д. / 68.633° пн. ш. 27.000° зх. д. | Атлантичний океан          | Проходить східніше острова Терсейра, Португалія Проходить східніше острова Високий, Південна Джорджія та Південні Сандвічеві Острови Проходить західніше острова Віндікейшн[en], Південна Джорджія та Південні Сандвічеві Острови Проходить західніше острова Бристоль, Південна Джорджія та Південні Сандвічеві Острови Проходить східніше острова Беллінсгаузена, Південна Джорджія та Південні Сандвічеві Острови |
| 60°0′ пд. ш. 27°0′ зх. д. / 60.000° пд. ш. 27.000° зх. д.  | Південний океан            | |
| 76°0′ пд. ш. 27°0′ зх. д. / 76.000° пд. ш. 27.000° зх. д.  | Антарктида                 | Проходить через Аргентинську Антарктиду та Британську Антарктичну Територію (претендують Аргентина та Велика Британія) |